# 滇西科技师范学院
滇西科技师范学院是一所位于中华人民共和国云南省临沧市临翔区的全日制公办本科学校。

## 沿革
滇西科技师范学院前身为1978年4月开办的临沧地区师范学校专科班；1984年成立临沧教育学院。
2006年，经中华人民共和国教育部批准更名为临沧师范高等专科学校，实行云南省人民政府与临沧市人民政府共建，以云南省管为主的管理体制，成为临沧市第一所全日制普通高等学校；2010年10月，该校通过了全国高职高专人才培养工作评估，同年云南省教育厅批准在该校成立云南民族大学全日制本科办学点。
2015年4月，中华人民共和国教育部批准在临沧师范高等专科学校的基础上建立本科层次的滇西科技师范学院，建制延续至今。